# Marjo Frenk
Marjo Frenk (Rotterdam, 4 maart 1962) is een Nederlands politica voor GroenLinks. In die hoedanigheid was zij van 2010 tot 2014 wethouder in Tilburg.
Frenk werd geboren in Rotterdam waar zij tot 1974 woonde. Haar middelbareschooltijd deed zij in het Brabantse Geldrop. In 1980 verhuisde ze naar Tilburg om aan het toenmalige Möllerinstituut de lerarenopleiding maatschappijleer en Nederlands te volgen. Tijdens haar studie was Frenk onder andere actief in de studentenvakbond en bij de stedenband Tilburg - Matagalpa en ze maakte deel uit van de eerste bouwploeg die in het kader van die stedenband naar Nicaragua vertrok. Tussen 1986 en 1998 en 2002 en 2010 was Frenk aan verschillende instellingen voor beroepsonderwijs verbonden als leerkracht en als leidinggevende. Tussen 1998 en 2002 was ze actief als onderwijskundig adviseur bij een adviesbureau in Wageningen. Van 2002-2010 werkte ze als lerarenopleider bij de Stoas Hogeschool te 's-Hertogenbosch. Daarnaast was ze als vrijwilliger actief bij diverse vrijwilligersorganisaties.
Frenk kwam in september 2000 voor GroenLinks in de gemeenteraad van Tilburg. Daar waren haar speerpunten natuur en leefbaarheid. In 2005 werd ze fractievoorzitter van de Tilburgse GroenLinks-raadfractie. Bij de gemeenteraadsverkiezingen van maart 2010 werd Frenk benoemd tot lijsttrekker van GroenLinks. Zij kreeg daarop enige kritiek, omdat ze vooraf al kenbaar maakte niet beschikbaar te zijn voor een plek in de gemeenteraad en alleen in aanmerking wilde komen voor een wethouderspost. Bij die verkiezingen groeide GroenLinks van 3 naar 4 zetels. Na de collegeonderhandelingen werd op 8 april 2010 het coalitieakkoord gepresenteerd tussen de PvdA, VVD, D66, CDA en GroenLinks. In die coalitie werd Frenk wethouder voor haar partij en is ze belast met Zorg en Welzijn, cultuur, asielbeleid, emancipatie, en het wijkwethouderschap van Tilburg-Noord. Als GroenLinks-wethouder werd zij de opvolgster van Gon Mevis, die na 8 jaar afscheid nam van het college van B&W.
Marjo Frenk is getrouwd en heeft drie kinderen.

## Voetnoten
1. ↑  MarjoFrenk op Tilburgz.nl
2. ↑  Marjo Frenk op GroenLinks.nl